# Norinco
NORINCO står för China North Industries Group Corporation och är ett industriföretagsamarbete mellan Pekinginstitutet 211 och Fabrik 617 (nu FIRMACO) i Kina. De utvecklar och tillverkar bland annat stridsfordon.